# سوء خاتمة
سوء الخاتمة في الإسلام هو الموت على الكفر أو على معصية الله، عن سهل بن سعد  أن النبي ﷺ قال: «إِنَّ الرَّجُلَ لَيَعْمَلُ بِعَمَلِ أَهْلِ الجَنَّةِ، فِيمَا يَبْدُو لِلنَّاسِ، وَإِنَّهُ لَمِنْ أَهْلِ النَّارِ، وَيَعْمَلُ بِعَمَلِ أَهْلِ النَّارِ، فِيمَا يَبْدُو لِلنَّاسِ، وَهُوَ مِنْ أَهْلِ الجَنَّةِ» صحيح البخاري.

## تعريف سوء الخاتمة
أن ينهي الإنسان حياته بحال من العصيان لله، وهو دليل على فساد الباطن، وهذا من أعظم المصائب التي تنزل بالعبد، لأنها مؤشر على عدم القبول وسوء المصير، قال ابن القيم: وسوء الخاتمة لا تقع لمن استقام باطنه، وإنما نتيجة أعمال خبيثة ونيات فاسدة.

## علامات سوء الخاتمة
- الموت على معصية، عن سهل بن سعد، قال رسول الله: «إِنَّمَا الْأَعْمَالُ بِالْخَوَاتِيمِ» صحيح البخاري[4]

- موت الشخص على سوء الظن بالله, عن جابر، قال رسول الله: «لَا يَمُوتَنَّ أَحَدُكُمْ إِلَّا وَهُوَ يُحْسِنُ بِاللَّهِ الظَّنَّ» صحيح مسلم.

- انصراف الشخص عن التوبة حتى يموت على ضلال.

- اجتماع اسوداد الوجه وعبوسه وظلمته عند الموت مع العمل القبيح في الدنيا.

- رفض الشخص أن ينطق الشهادتان عند موته, ونطقه بالفساد والسوء بدل ذلك.

- تهاون الشخص في أداء الفرائض والواجبات بدعوى المرض أو العجز وموته على ذلك.

- كراهية الشخص للموت عند احتضاره, وزيادة شعوره بالخوف والقلق وعدم الثبات, مع عمله القبيح في الدنيا, عن عبادة بن الصامت، قال رسول الله: «مَنْ أَحَبَّ لِقَاءَ اللَّهِ أَحَبَّ اللَّهُ لِقَاءَهُ وَمَنْ كَرِهَ لِقَاءَ اللَّهِ كَرِهَ اللَّهُ لِقَاءَهُ، قَالَتْ عَائِشَةُ أَوْ بَعْضُ أَزْوَاجِهِ: «إِنَّا لَنَكْرَهُ الْمَوْتَ ؟» قَالَ: «لَيْسَ ذَاكِ، وَلَكِنَّ الْمُؤْمِنَ إِذَا حَضَرَهُ الْمَوْتُ بُشِّرَ بِرِضْوَانِ اللَّهِ وَكَرَامَتِهِ فَلَيْسَ شَيْءٌ أَحَبَّ إِلَيْهِ مِمَّا أَمَامَهُ فَأَحَبَّ لِقَاءَ اللَّهِ وَأَحَبَّ اللَّهُ لِقَاءَهُ، وَإِنَّ الْكَافِرَ إِذَا حُضِرَ بُشِّرَ بِعَذَابِ اللَّهِ وَعُقُوبَتِهِ فَلَيْسَ شَيْءٌ أَكْرَهَ إِلَيْهِ مِمَّا أَمَامَهُ كَرِهَ لِقَاءَ اللَّهِ وَكَرِهَ اللَّهُ لِقَاءَهُ»» صحيح البخاري. رواه البخاري ومسلم

- كثرة الثناء بالسوء على الشخص بعد موته، عن أنس بن مالك أنه قال: «مَرُّوا بِجَنَازَةٍ فَأَثْنَوْا عَلَيْهَا خَيْرًا فَقَالَ النَّبِيُّ صَلَّى اللَّهُ عَلَيْهِ وَسَلَّمَ: «وَجَبَتْ»، ثُمَّ مَرُّوا بِأُخْرَى فَأَثْنَوْا عَلَيْهَا شَرًّا فَقَالَ: «وَجَبَتْ»، فَقَالَ عُمَرُ بْنُ الْخَطَّابِ رَضِيَ اللَّهُ عَنْهُ: «مَا وَجَبَتْ؟» قَالَ: «هَذَا أَثْنَيْتُمْ عَلَيْهِ خَيْرًا فَوَجَبَتْ لَهُ الْجَنَّةُ، وَهَذَا أَثْنَيْتُمْ عَلَيْهِ شَرًّا فَوَجَبَتْ لَهُ النَّارُ، أَنْتُمْ شُهَدَاءُ اللَّهِ فِي الْأَرْضِ»» صحيح البخاري. رواه البخاري ومسلم[5][6]

## أسباب سوء الخاتمة
1. الفساد القلبي والعقدي: كحب الشهوات أو الشك في أصول الإيمان، أو تقديم العقل على النص، وهذه الأمراض إذا تراكمت تظهر عند الاحتضار.[7]
2. الإصرار على الذنوب والكبائر: الذنوب تُثقل القلب وتمنعه من أن يتوب، وإذا لم تُقابل بتوبة نصوحة قد تكون سبب في هلاك صاحبها.[8]
3. العجب أو الاغترار بالطاعة: بعض الناس يأمن مكر الله فيظن أن عمله كافٍ، فيصاب بالغرور ويعجب باعماله الصالحة، مما قد يتسبب في أن يختم له بسوء.[9]
4. عقوق الوالدين والتهاون في الصلوات: فمن حضرت منيته وهو مصر على ترك الصلاة أو التهاون فيها، أو عاق لوالديه، فيخشى عليه من سوء الخاتمية.[10]
5. الإقبال على الدنيا، والانصراف عن الآخرة.
6. العدول عن الاستقامة وأصحابها.
7. ملازمة رفقاء السوء.[11][6]

قال الحافظ عبد الحق الإشبيلي في كتابه «العاقبة وذكر الموت»:
وَرُبمَا غلب على الْإِنْسَان ضرب من الْخَطِيئَة وَنَوع من الْمعْصِيَة وجانب من الْإِعْرَاض وَنصِيب من الافتراء فَملك قلبه وسبى عقله وأطفأ نوره وَأرْسل عَلَيْهِ حجبه، فَلم تَنْفَع فِيهِ تذكرة وَلَا نجعت فِيهِ موعظة، فَرُبمَا جَاءَهُ الْمَوْت على ذَلِك ... 

## نماذج من سوء الخاتمة
1. شخص مات على طـاولة القمار: نقل الذهبي في حديثه عن سوء الخاتمة بأن رجل من أثريا بغداد، في القرن الثامن الهجري، كان مدمنا على القمار وشرب الخمر، فلما جاءه الموت سقط على طاولة القمار، دون أن ينطق الشهادة.[12]
2. مات وهو يسب الدين أو يردد الأغاني: ذكر أحد طلاب ابن عثيمين أن رجلًا من قريته أصيب بجلطة في الدماغ، فلما حضرت وفاته بدأ يسب في الدين، ولم تنجح محاولات الناس حوله في حمله أن ينطق بالشهادة، وخرجت روحه وهو يردد كلما كفرية، وهذا يبرز تراكم الكفر الباطني، واستهزاءه في الدين، ويؤدي إلى سوء الخاتمة،[10] وشاب يردد كلمات الأغاني، حين تعرض لحادث مروري مروع، حاول من حوله تلقينه الشهادة ولكنه كان يردد أغنية شهيرة، فمات ولسانه مشغول باللهو والغنى، هذه الوفاة تدل على أن القلب المولع بالغفلة يقضي بصاحبة ان يختم حياته بسوء كما اعتاد أن يعيشها.[3]
3. يروى أن بعض رجال الناصر نزل الموت به، فجعل ابنه يقول له: قل لا إله إلا الله، فقال: الناصر مولاي، فأعاد عليه القول، فأعاد مثل ذلك، ثم أصابته غشية، فلما أفاق قال: الناصر مولاي، وكان هذا دأبه كلما قيل له قل: لا إله إلا الله، قال: الناصر مولاي، ثم قال لابنه: يا فلان، الناصر إنما يعرفك بسيفك، والقتل القتل، ثم مات.[3]
4. أين الطريق إلى حمام منجاب: كان رجلا واقفا بإزاء داره، وكان بابها يشبه باب الحمام، فمرت به جارية لها منظر، فقالت: أين الطريق إلى حمام منجاب؟ فقال: هذا حمام منجاب، فدخلت الدار ودخل وراءها، فلما رأت نفسها في داره وعلمت أنه قد خدعها، أظهرت له البشرى والفرح باجتماعها معه، وقالت له: يصلح أن يكون معنا ما يطيب به عيشنا وتقر به عيوننا، فقال لها: الساعة آتيك بكل ما تريدين، وخرج وتركها في الدار ولم يغلقها، فأخذ ما يصلح ورجع، فوجدها قد خرجت وذهبت، فهام وجعل يمشي في الأزقة ويقول:[3]

يا رب قائلة يوما وقد تعبت ... كيف الطريق إلى حمام منجاب؟
فبينما هو يوما يقول ذلك، إذا بجاريته أجابته من طاق:
هلا جعلت سريعا إذ ظفرت بها ... حرزا على الدار أو قفلا على الباب
فازداد هيمانه واشتد، ولم يزل على ذلك، حتى كان هذا البيت آخر كلامه من الدنيا.